# Anya Mirkin
Anya Mirkin, née le 18 mars 1987 à Dnipropetrovsk et morte le 4 juin 2016 est une taekwondoïste israélienne.

## Biographie
En 2001, elle quitte l'Ukraine pour Israël.
Elle remporte la médaille de bronze aux Championnats d'Europe de taekwondo 2008 dans la catégorie de –51 kg. Elle est la partenaire d'entraînement de Bat-El Gatterer aux Jeux olympiques d'été de 2008.
Elle meurt d'une crise cardiaque à l'âge de 29 ans.

## Palmarès
- Médaille de bronze des -51 kg du Championnat d'Europe 2008 à Rome, Italie.